# Гвардеец (фильм)
«Гвардеец» (англ. The Guardsman) — американская комедийная драма режиссёра Сидни Франклина 1931 года. Фильм был номинирован по двум категориям премии «Оскар» за лучшую мужскую и женскую роль.

## Сюжет
Будучи в Вене одна пара танцоров, за танцами которых неизменно и зачарованно наблюдал весь мир столицы. Когда они выходили на сцену, никто не смел издать лишнего звука, и все только следили за тем, как они движутся как единое целое. Но в их личной жизни — жизни молодоженов — все было совсем не так радостно. Страсть переросла в ревность, и между ними начался разлад, а тут ещё и как назло даме пришёл букет роскошных роз от российского гвардейца. Сможет ли их примирить общая любовь к сцене, или же дуэт распадется навсегда?

## В ролях
- Альфред Лант — актёр
- Линн Фонтэнн — актриса
- Роланд Янг — критик
- Сейзу Питтс — Лисл
- Мод Еберн — «Мама»
- Герман Бинг — кредитор
- Джеральдин Дворак — театрал
- Майкл Марк — актер
- Эрик Мейн — театрал

## Награды и номинации
- 1932 — номинация на премию Оскар
  - Лучшая женская роль (Линн Фонтэнн)
  - Лучшая мужская роль (Альфред Лант)